# Rodrigo Rey
Rodrigo Francisco Jesús Rey (Las Parejas, 8 marzo 1991) è un calciatore argentino, portiere dell'Independiente.

## Palmarès

### Club

#### Competizioni nazionali
- Campionato argentino: 1

Newell's Old Boys: 2012-2013
- Campionato greco: 1

PAOK: 2018-2019
- Coppa di Grecia: 1

PAOK: 2018-2019